# Rassiotshokka
Rassiotshokka är en kulle i Finland. Den ligger i Utsjoki kommun och landskapet Lappland, i den norra delen av landet, 1 000 km norr om huvudstaden Helsingfors. Toppen på Rassiotshokka är 392 meter över havet.
Terrängen runt Rassiotshokka är huvudsakligen platt, men åt sydost är den kuperad.  Trakten runt Rassiotshokka är nära nog obefolkad, med mindre än två invånare per kvadratkilometer. Närmaste större samhälle är Karigasniemi, 16,7 km nordväst om Rassiotshokka. Omgivningarna runt Rassiotshokka är i huvudsak ett öppet busklandskap.